# 한지오
한지오(1993년 11월 27일~ )는 대한민국의 레이싱 모델이다.

## 경력

### 레이싱모델 경력
- 2015년 - 서울모터쇼 인피니티 레이싱모델
- 2015년 - 한국타이어 레이싱모델
- 2017년 - 서울모터쇼 도요타 레이싱모델

## 관련 활동
- 2014년 - 그룹 '로드걸즈' 멤버

### 뮤직비디오
- 2014년 - 로드걸즈 - 설레임
- 2014년 - 메이드인 - Champagne

## 수상
- 2017년 - MAXIM K-MODEL AWARDS 레이싱모델 신인상
- 2014년 - 미스인터콘티넨탈코리아 2위
- 2014년 - 한국제일미녀공회 탤런트상 1위